# Saint-Quentin-de-Blavou
Pour les articles homonymes, voir Saint-Quentin (homonymie).
Saint-Quentin-de-Blavou est une commune française, située dans le département de l'Orne en région Normandie, peuplée de 77 habitants.

## Géographie
La commune est à l'ouest du Perche. Son bourg est à 8 km au sud-est du Mêle-sur-Sarthe, à 14 km au sud-ouest de Mortagne-au-Perche, à 17 km au nord de Mamers et à 17 km au nord-ouest de Bellême.
| Buré                    | Buré, La Mesnière       | Coulimer               |
| Saint-Julien-sur-Sarthe | Saint-Quentin-de-Blavou | Coulimer               |
| Pervenchères            | Pervenchères            | Coulimer, Pervenchères |

### Hydrographie
La commune est située dans le bassin Loire-Bretagne. Elle est drainée par l'Erine.

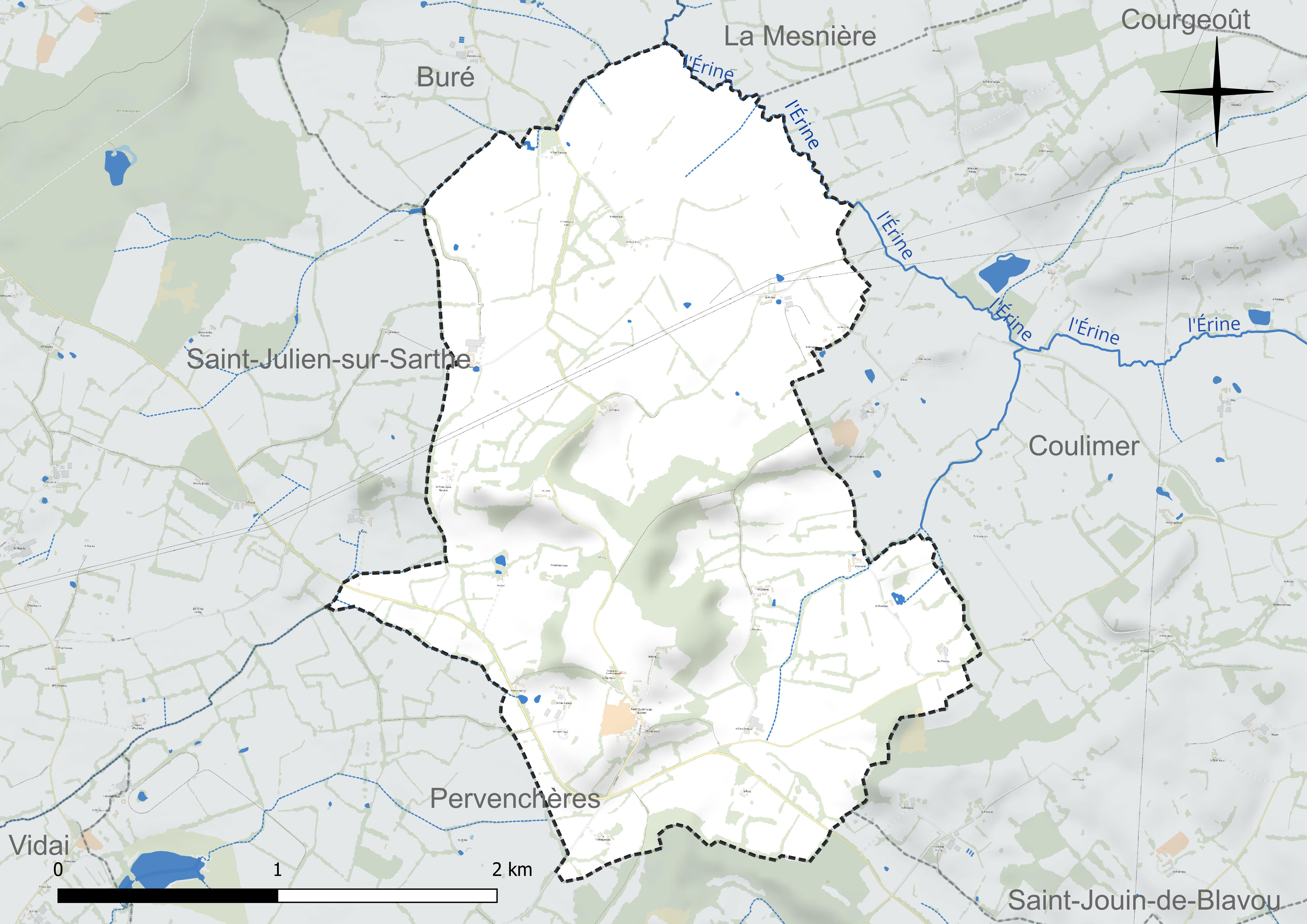
Réseau hydrographique de Saint-Quentin-de-Blavou.

### Climat
Pour des articles plus généraux, voir Climat de la Normandie et Climat de l'Orne.
En 2010, le climat de la commune est de type climat océanique dégradé des plaines du Centre et du Nord, selon une étude du CNRS s'appuyant sur une série de données couvrant la période 1971-2000. En 2020, Météo-France publie une typologie des climats de la France métropolitaine dans laquelle la commune est exposée à un climat océanique altéré et est dans la région climatique Normandie (Cotentin, Orne), caractérisée par une pluviométrie relativement élevée (850 mm/a) et un été frais (15,5 °C) et venté. Parallèlement le GIEC normand, un groupe régional d’experts sur le climat, différencie quant à lui, dans une étude de 2020, trois grands types de climats pour la région Normandie, nuancés à une échelle plus fine par les facteurs géographiques locaux. La commune est, selon ce zonage, exposée à un « climat des plateaux abrités », se caractérisant par une pluviométrie et des contraintes thermiques modérées mais aussi, par effet de continentalité, des températures plus contrastées qu'au nord dans la plaine de Caen, avec communément 10 à 15 jours par an de plus de froid en hiver et de chaleur en été.
Pour la période 1971-2000, la température annuelle moyenne est de 10,2 °C, avec une amplitude thermique annuelle de 14 °C. Le cumul annuel moyen de précipitations est de 769 mm, avec 12,3 jours de précipitations en janvier et 7,8 jours en juillet. Pour la période 1991-2020, la température moyenne annuelle observée sur la station météorologique la plus proche, située sur la commune de Mortagne-au-Perche à 11 km à vol d'oiseau, est de 11,5 °C et le cumul annuel moyen de précipitations est de 802,0 mm,. Pour l'avenir, les paramètres climatiques de la commune estimés pour 2050 selon différents scénarios d’émission de gaz à effet de serre sont consultables sur un site dédié publié par Météo-France en novembre 2022.

## Urbanisme

### Typologie
Au 1er janvier 2024, Saint-Quentin-de-Blavou est catégorisée commune rurale à habitat très dispersé, selon la nouvelle grille communale de densité à sept niveaux définie par l'Insee en 2022.
Elle est située hors unité urbaine et hors attraction des villes,.

### Occupation des sols
L'occupation des sols de la commune, telle qu'elle ressort de la base de données européenne d’occupation biophysique des sols Corine Land Cover (CLC), est marquée par l'importance des territoires agricoles (93,4 % en 2018), une proportion identique à celle de 1990 (93,4 %). La répartition détaillée en 2018 est la suivante : 
prairies (86,8 %), forêts (6,6 %), terres arables (5,9 %), zones agricoles hétérogènes (0,6 %). L'évolution de l’occupation des sols de la commune et de ses infrastructures peut être observée sur les différentes représentations cartographiques du territoire : la carte de Cassini (XVIIIe siècle), la carte d'état-major (1820-1866) et les cartes ou photos aériennes de l'IGN pour la période actuelle (1950 à aujourd'hui).

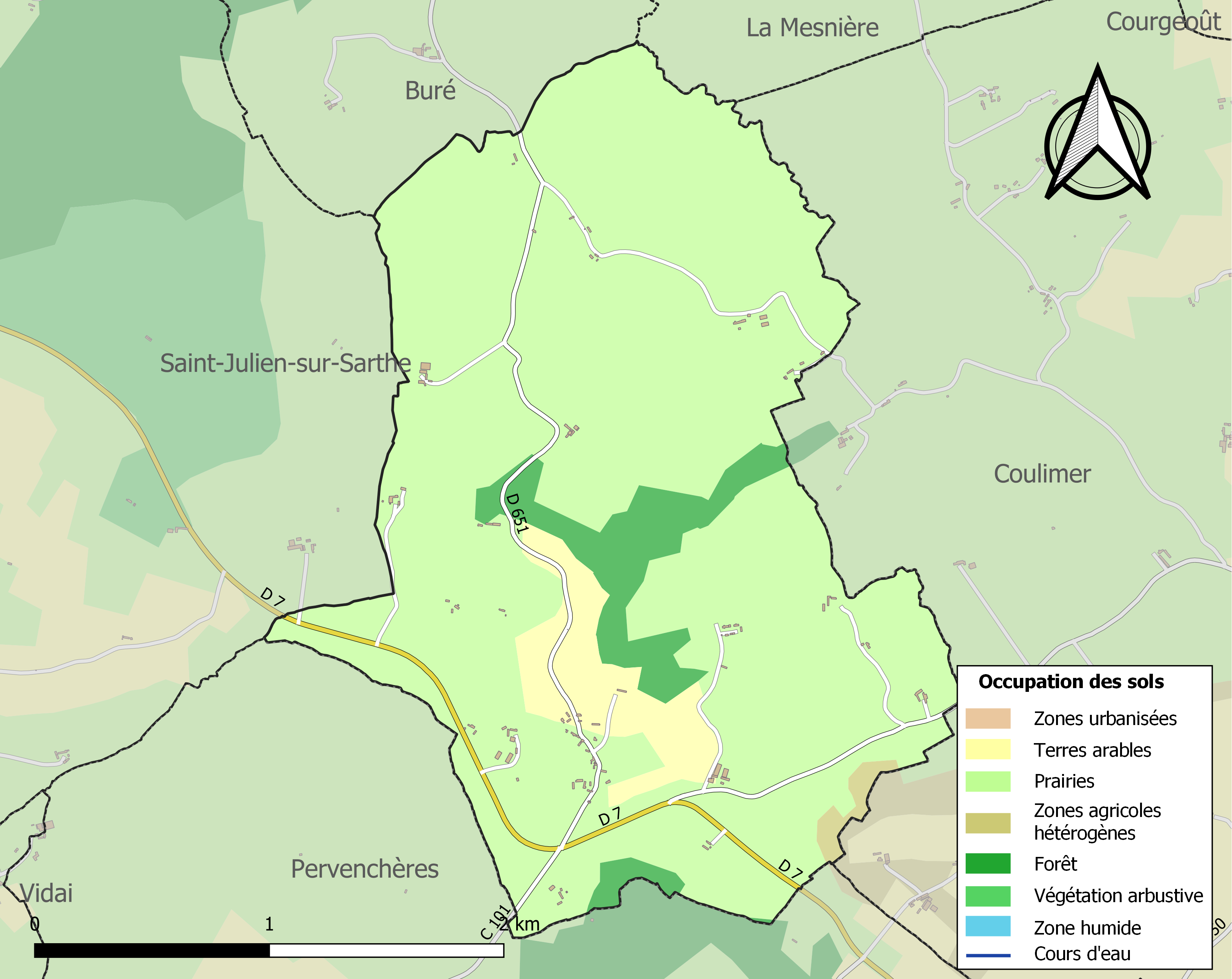
Carte des infrastructures et de l'occupation des sols de la commune en 2018 (CLC).

## Toponymie
Le nom de la localité est attesté sous la forme Sanctus Quintinus en 1126.
La paroisse est dédiée à Quentin, apôtre romain du IIIe siècle.
Le déterminant fait référence à la forêt de Blavou citée vers 850 dans les Actes des évêques du Mans, elle n'est plus présente aujourd'hui que par les toponymes : Saint-Jouin-de-Blavou, Saint-Quentin-de-Blavou, le hameau de Blavou et le manoir de Blavou.
Pour René Lepelley l'origine de Blavou n'est pas élucidée.
Le gentilé est  Saint-Quentinois.

## Histoire
Le territoire est vers 1031 le théâtre d'une bataille entre les troupes du duc de Normandie Robert le Magnifique et celles de Guillaume de Bellême.
Le 31 décembre 2012, la commune a quitté la communauté de communes du Pays de Pervenchères, qui a été supprimée. Le lendemain, le 1er janvier 2013, la commune a intégré la communauté de communes de la Vallée de la Haute Sarthe.

## Politique et administration
| Période                                  | Période   | Identité      | Étiquette | Qualité     |
| ---------------------------------------- | --------- | ------------- | --------- | ----------- |
| 1971                                     | mars 2001 | Roger Noury   |           | Agriculteur |
| mars 2001                                | En cours  | Pierre Capron | SE        | Agriculteur |
| Les données manquantes sont à compléter. |           |               |           |             |

Le conseil municipal est composé de sept membres dont le maire et un adjoint.

## Démographie
L'évolution du nombre d'habitants est connue à travers les recensements de la population effectués dans la commune depuis 1793. Pour les communes de moins de 10 000 habitants, une enquête de recensement portant sur toute la population est réalisée tous les cinq ans, les populations de référence des années intermédiaires étant quant à elles estimées par interpolation ou extrapolation. Pour la commune, le premier recensement exhaustif entrant dans le cadre du nouveau dispositif a été réalisé en 2007.
En 2022, la commune comptait 77 habitants, en évolution de +6,94 % par rapport à 2016 (Orne : −3,21 %, France hors Mayotte : +2,11 %).
Saint-Quentin-de-Blavou a compté jusqu'à 318 habitants en 1846. Au recensement de 2010, elle est la commune la moins peuplée du canton de Pervenchères.
| 1793 | 1800 | 1806 | 1821 | 1836 | 1841 | 1846 | 1851 | 1856 |
| ---- | ---- | ---- | ---- | ---- | ---- | ---- | ---- | ---- |
| 308  | 314  | 316  | 285  | 295  | 303  | 318  | 312  | 302  |

| 1861 | 1866 | 1872 | 1876 | 1881 | 1886 | 1891 | 1896 | 1901 |
| ---- | ---- | ---- | ---- | ---- | ---- | ---- | ---- | ---- |
| 312  | 304  | 256  | 232  | 220  | 195  | 190  | 195  | 165  |

| 1906 | 1911 | 1921 | 1926 | 1931 | 1936 | 1946 | 1954 | 1962 |
| ---- | ---- | ---- | ---- | ---- | ---- | ---- | ---- | ---- |
| 161  | 155  | 142  | 133  | 125  | 123  | 131  | 128  | 116  |

| 1968 | 1975 | 1982 | 1990 | 1999 | 2006 | 2007 | 2012 | 2017 |
| ---- | ---- | ---- | ---- | ---- | ---- | ---- | ---- | ---- |
| 102  | 77   | 72   | 60   | 78   | 72   | 71   | 74   | 71   |

| 2022 | - | - | - | - | - | - | - | - |
| ---- | - | - | - | - | - | - | - | - |
| 77   | - | - | - | - | - | - | - | - |

## Lieux et monuments
- Église Saint-Quentin du XVIIe siècle, restaurée à la fin du XVIIIe. Le maitre-autel est son retable sont classés au titre objet aux monuments historiques[25].
- Motte castrale de Larry, précédée de deux plates-formes entourées de fossés[26], située en bout de plateau, au lieu-dit la Motte Saint-Quentin. Le tertre est voisin de celui de Saint-Julien[27].
- Chanceaux, ancienne maison forte bâtie par la famille d'Estouteville au XVe siècle. Restes d'une partie des remparts avec une tour-porte à pont-levis et chapelle castrale[28].